# Kleinwelka

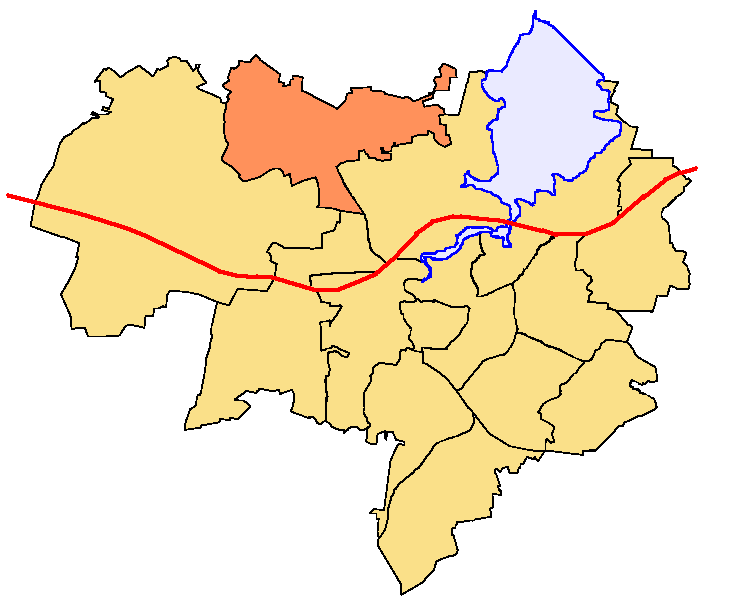
Kleinwelka ortsdel i Bautzen

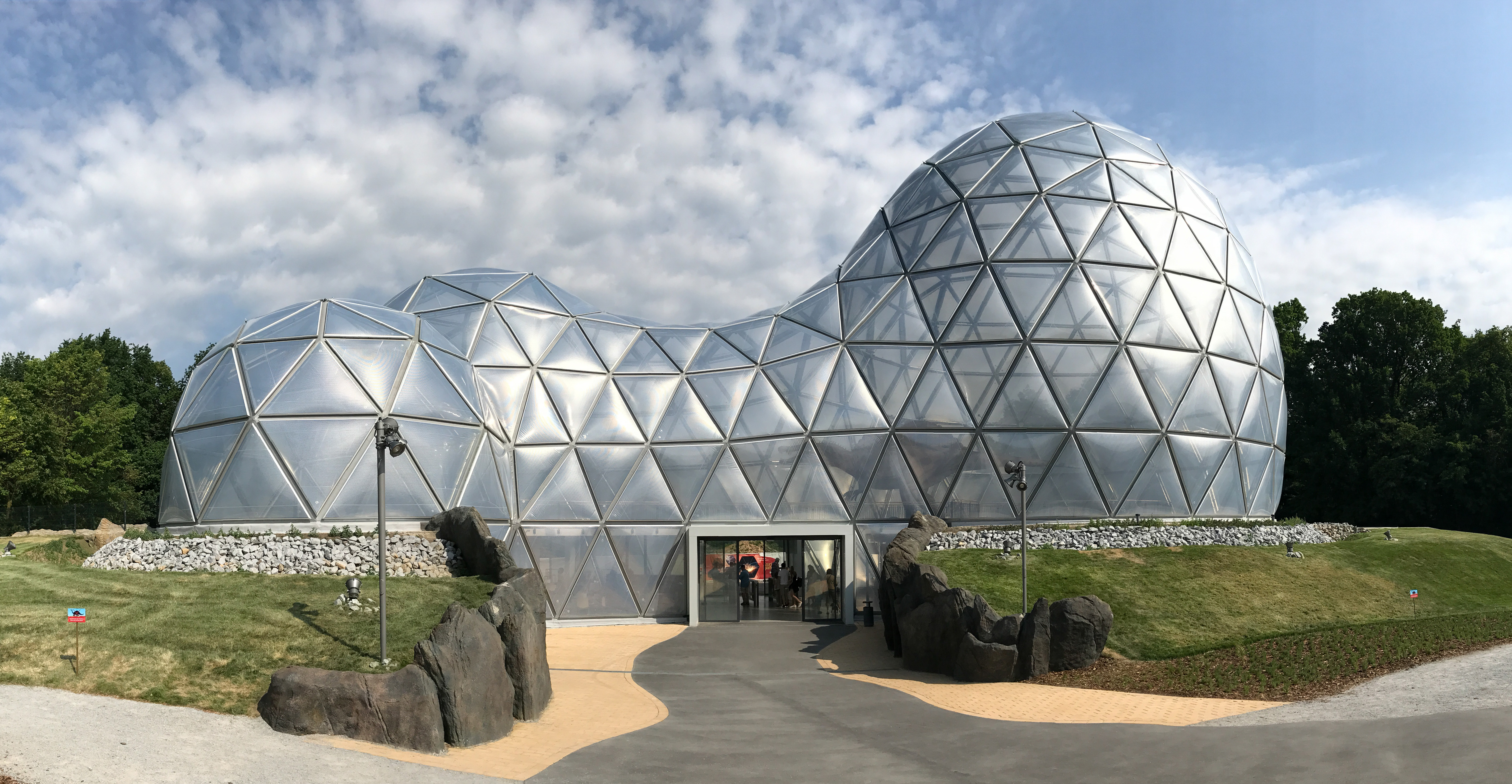
Ny huvudingång för "Mitoseum" till dinosaurieparken.

Kleinwelka (sorbiska Mały Wjelkow) är en stadsdel i staden Bautzen i Oberlausitz i förbundsland Sachsen i östra Tyskland.
I Kleinwelka finns en park med rekonstruktioner av dinosaurier.